# Jequié

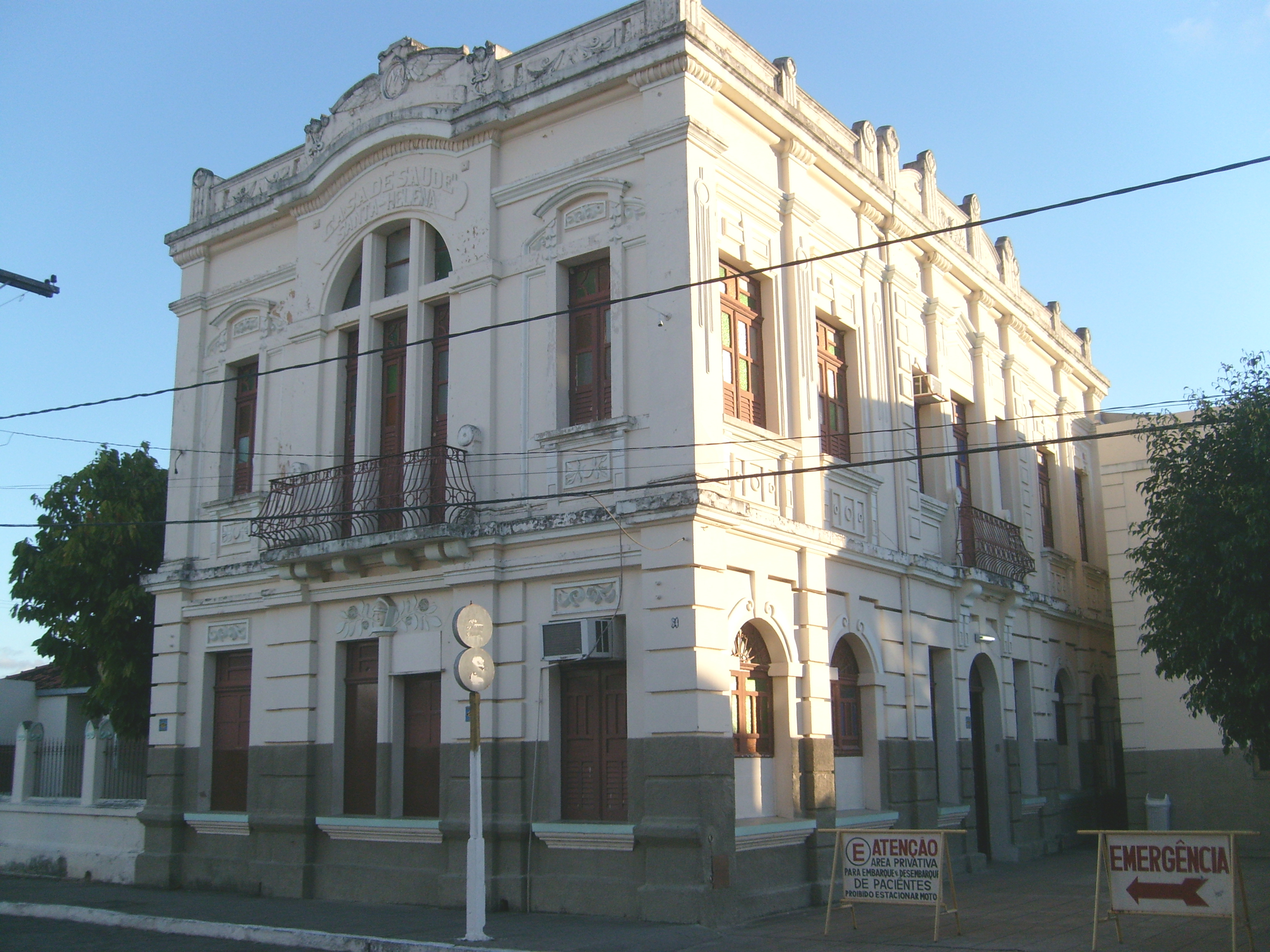
Fachada do Edifício Santa Helena, em Jequié, Bahia

Jequié é um município brasileiro no interior e sudoeste do estado da Bahia. Está a 365 km de Salvador, na zona limítrofe entre a caatinga e a zona da mata.

## História

### Origens
A palavra Jequié deriva da língua tupi: jequi: cesto afunilado, usado como armadilha para peixes, tendo como variações  cacuri, jequiá, jiqui, jiquiá, juquiá, jequié.
O município desenvolveu-se a partir da movimentada feira que atraía comerciantes de todos os cantos da região, no fim do século XIX. Pertencente ao município de Maracás de 1860 a 1897, Jequié abastecia as regiões sudeste e sudoeste da Bahia, assim como a bacia do rio de Contas. Com sua crescente importância como centro de comércio, a cidade cresce então linearmente às margens do Rio de Contas que, na época, era mais volumoso e estreito, e cercado por uma extensa mata.
O município de Jequié é originado da sesmaria do capitão-mor João Gonçalves da Costa, que sediava a fazenda Borda da Mata. Esta mais tarde foi vendida a José de Sá Bittencourt, refugiado na Bahia após o fracasso da Inconfidência Mineira. Em 1789, com sua morte, a fazenda foi dividida entre os herdeiros em vários lotes. Um deles foi chamado Jequié e Barra de Jequié.
Pelo curso navegável do Rio de Contas, pequenas embarcações desciam transportando hortifrutigranjeiros e outros produtos de subsistência. No povoado, os mascates iam de porta em porta vendendo toalhas, rendas, tecidos e outros artigos trazidos de cidades maiores. Tropeiros chegavam igualmente a Jequié carregando seus produtos em lombo de burro. O principal ponto de revenda das mercadorias de canoeiros, mascates e tropeiros deu origem à atual praça Luís Viana, que tem esse nome devido a uma homenagem ao governador da Bahia que emancipou a cidade.
Ali veio a desenvolver-se a primeira feira livre da cidade que, a partir de 1885, ganhou mais organização com a decisão dos comerciantes italianos: Giuseppe "José" Rotondano, Giuseppe "José" Niella e Carlo "Carlos" Marotta, de comprarem todo o excedente dos canoeiros e de outros produtores.

### Emancipação política
Em pouco tempo, Jequié tornou-se distrito de Maracás, e dele se desmembrou em 1897, tendo como primeiro intendente (cargo à época equivalente a prefeito) Urbano Gondim. A partir de 1910 é que se torna cidade e já se transforma em um dos maiores e mais ricos municípios baianos. O nome "Jequié" é uma palavra indígena para designar "onça", em alusão a grande quantidade desses animais na região. Outros historiadores já afirmam que o topônimo tem origem no "jequi", um objeto afunilado, muito utilizado pelos índios mongoiós para pescar no Rio de Contas.

### Jequié: capital da Bahia
Importante episódio da história estadual foi a decisão inusitada tomada pelo então Presidente da Assembleia Legislativa do Estado, Aurélio Rodrigues Viana que, assumindo o governo em 1911, decretou a mudança da capital do estado, de Salvador para Jequié, ocasionando imediata reação do Governo Federal, que bombardeou Salvador e forçou a renúncia desse mesmo governador, que adotara a medida. Jamais tendo se constituído de fato, o gesto entretanto marcou a História da Bahia, como um dos mais tristes, sobretudo pelo bombardeio da capital, provocando o incêndio da biblioteca pública, onde estava guardada a maior parte dos documentos históricos de Salvador.

### Destruição e recomeço
Depois da terrível enchente de 1914, que destruiu quase tudo em Jequié, a feira, o comércio e a cidade passaram a desenvolver-se em direção às partes mais altas. Após a enchente, Jequié ficou conhecida como a "Chicago Baiana", pois essa cidade norte-americana também foi destruída, em 1871, e teve que recomeçar quase do zero. A diferença é que Jequié acabou em água e Chicago em fogo. Em 1919, o então intendente Antero Cícero dos Santos, inaugurou o cemitério municipal São João Batista, no atual bairro do Caixa D'Água.

### Desenvolvimento urbano e crescimento econômico
No dia 1 de setembro de 1923 foi instalada a agência do Banco do Brasil em Jequié. Primeiro funcionou no saudoso "Sobrado dos Grillos", depois foi para a avenida Rio Branco, em seguida para a Praça Ruy Barbosa, e nos dias atuais funciona na Rua da Itália. A cidade foi a primeira da região sudoeste da Bahia a ter uma agência do Banco do Brasil.

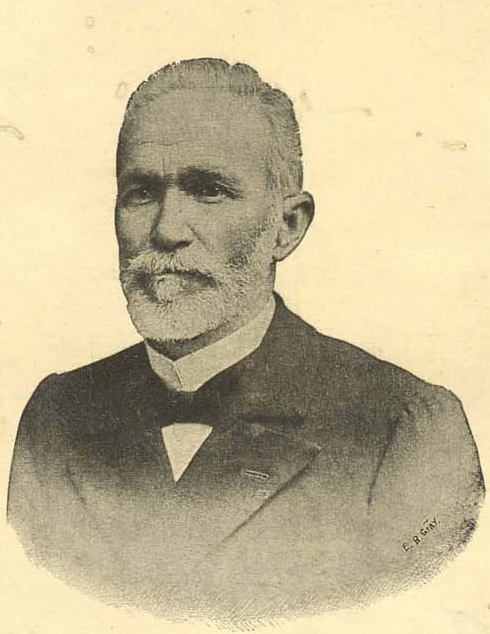
Jequié foi emancipada durante o governo de Luís Viana (1896-1900).

Apesar das ações de desmatamento que acabaram por assorear o Rio de Contas, impossibilitando a navegação, a cidade seguiu firme em direção ao progresso e, em 1927, festejou a chegada da "Estrada de Ferro Nazareth". Nesse tempo, Jequié era a quarta cidade mais importante da Bahia e teve no comerciante Vincenzo "Vicente" Grillo o seu grande benemérito. Em 1930, com o advento da Revolução, o então intendente (prefeito) Geminiano Saback teve que deixar o cargo, interrompendo assim o seu projeto de pavimentar a cidade.
Durante a gestão do advogado Virgílio de Paula Tourinho (1934-1937), a cidade entrou em um rush de obras jamais visto. A feira foi deslocada da Praça Ruy Barbosa para a Praça da Bandeira, onde antes havia um mangueiro. As ruas do centro foram calçadas e a zona de meretrício foi deslocada do Beco do Cochicho (Rua Damião Vieira) para a antiga Ladeira do Maracujá, hoje parte da Rua Manuel Vitorino, que na época ficava fora do perímetro urbano.
Com a reforma ortográfica de 1943, um grupo de intelectuais propôs a mudança da grafia do nome da cidade para "Jiquié", ideia que não vingou. Em 1948, a retirada de uma gameleira centenária, situada na Praça Ruy Barbosa, causou grande comoção popular. No mesmo ano, artistas e intelectuais cantam e publicam poesias para homenagear a árvore desaparecida.
Durante as décadas de 1940 e 1950, foram aterradas as várias lagoas que existiam nas proximidades do centro. Segundo o discurso apresentado pelos políticos da época, elas atrapalhavam no crescimento da cidade. Foi um grave erro. Tal atitude, somada com a destruição da mata ciliar do Rio de Contas, contribuiu para aumentar o aquecimento climático de Jequié. Entre as muitas lagoas aterradas, podem ser citadas a Lagoa do Maringá (atualmente um largo), a Lagoa da "Manga do Costa" (hoje Centro de Abastecimento Vicente Grillo), e a Lagoa que se localizava ao fundo do Jequié Tênis Clube. Nesta última, em fins dos anos 1930, havia prática de esportes como remo, natação e outras recreações.
Em 1954, o então prefeito Lomanto Júnior inaugurou, na Praça da Bandeira, o Mercado Municipal de Jequié, um dos melhores do interior do estado.

### Antigos nomes dos logradouros jequieenses
| Nome antigo               | Nome atual                                         |
| ------------------------- | -------------------------------------------------- |
| Beco do Cochicho          | Rua Damião Vieira                                  |
| Beco de Lindaura Perninha | Rua Joana Angélica                                 |
| Caixa de Fósforo          | Rua Ariston Barbosa (bairro Joaquim Romão)         |
| Ladeira da Balança        | Avenida José Moreira Sobrinho                      |
| Ladeira do Maracujá       | Rua Manuel Vitorino (parte ladeirada)              |
| Ladeira do "Quebra-Bunda" | Rua Mota Coelho (parte ladeirada)                  |
| Ladeira do Vinte e Sete   | Viaduto Daniel Andrade                             |
| Manga do Costa            | Centro de Abastecimento Vicente Grillo             |
| Praça Castro Alves        | espaço entre as Ruas Virgílio Tourinho e Trecchina |
| Praça São João            | Praça Coronel João Borges                          |
| Rua 1º de Janeiro         | Avenida Alves Pereira                              |
| Rua da Areia              | Rua Félix Gaspar                                   |
| Rua da Esperança          | Rua Mota Coelho                                    |
| Rua da Gameleira          | Avenida Lomanto Júnior                             |
| Rua das Pedrinhas         | Rua 15 de Novembro                                 |
| Rua Maracás               | Rua Bertino Passos                                 |
| Rua Pirajá                | Rua Laudelino Barreto                              |

### Prefeitos de Jequié desde a redemocratização (1985)

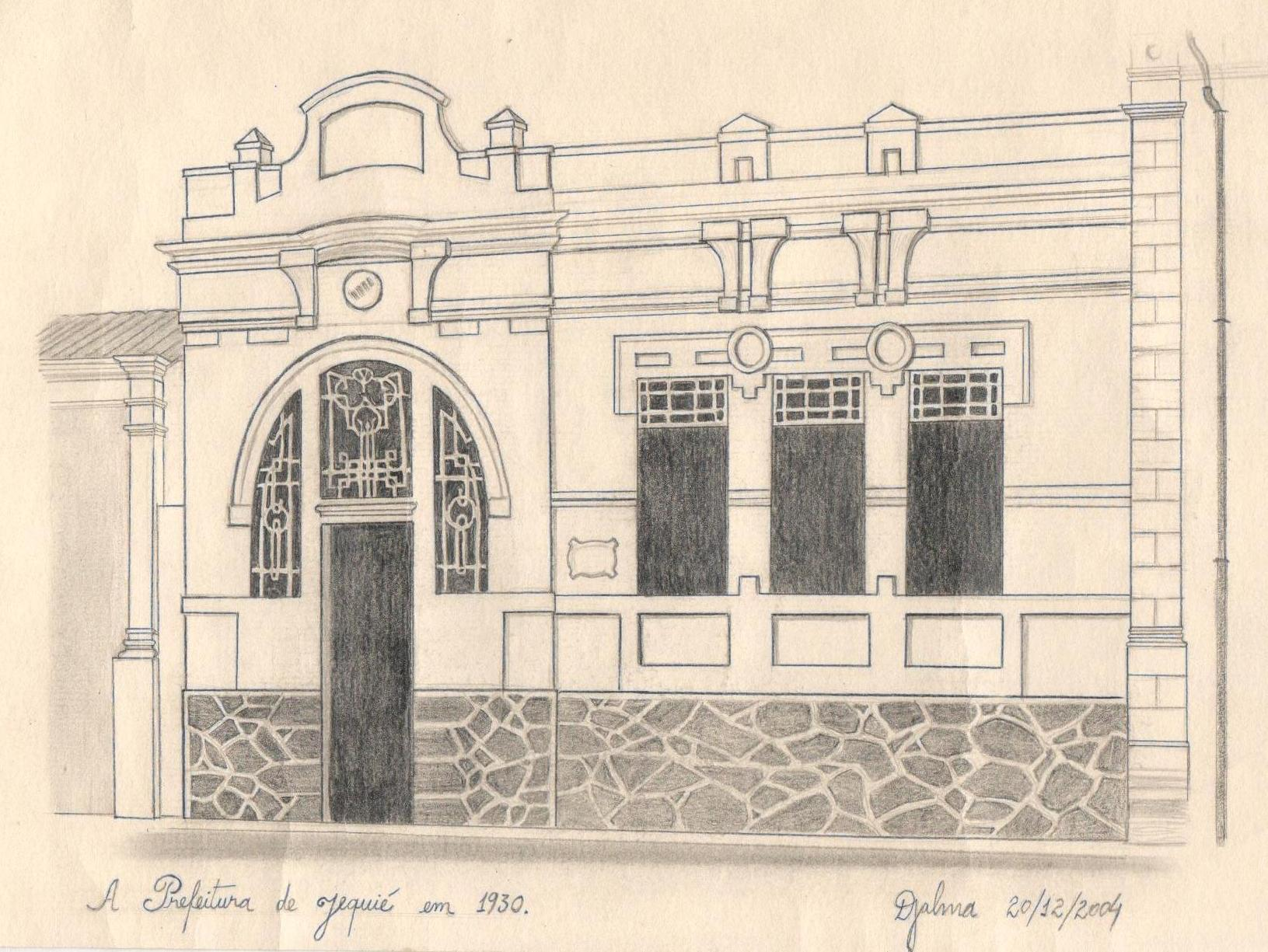
A prefeitura de Jequié em 1930.

| Prefeito                                   | Período     |
| ------------------------------------------ | ----------- |
| Landulfo Caribé                            | (1983-1986) |
| José Simões de Carvalho (interino)         | (1986)      |
| Landulfo Caribé                            | (1986-1987) |
| Luiz Amaral                                | (1988-1992) |
| Lomanto Júnior (3º período administrativo) | (1993-1996) |
| Roberto Britto                             | (1997-2000) |
| Roberto Britto (2º mandato - reeleito)     | (2001-2004) |
| Reinaldo Pinheiro                          | (2005-2008) |
| Luiz Amaral (2º período administrativo)    | (2009-2012) |
| Tânia Britto                               | (2013-2016) |
| Sérgio da Gameleira                        | (2017-2020) |
| Zé Cocá                                    | (2021-?)    |

## Subdivisões

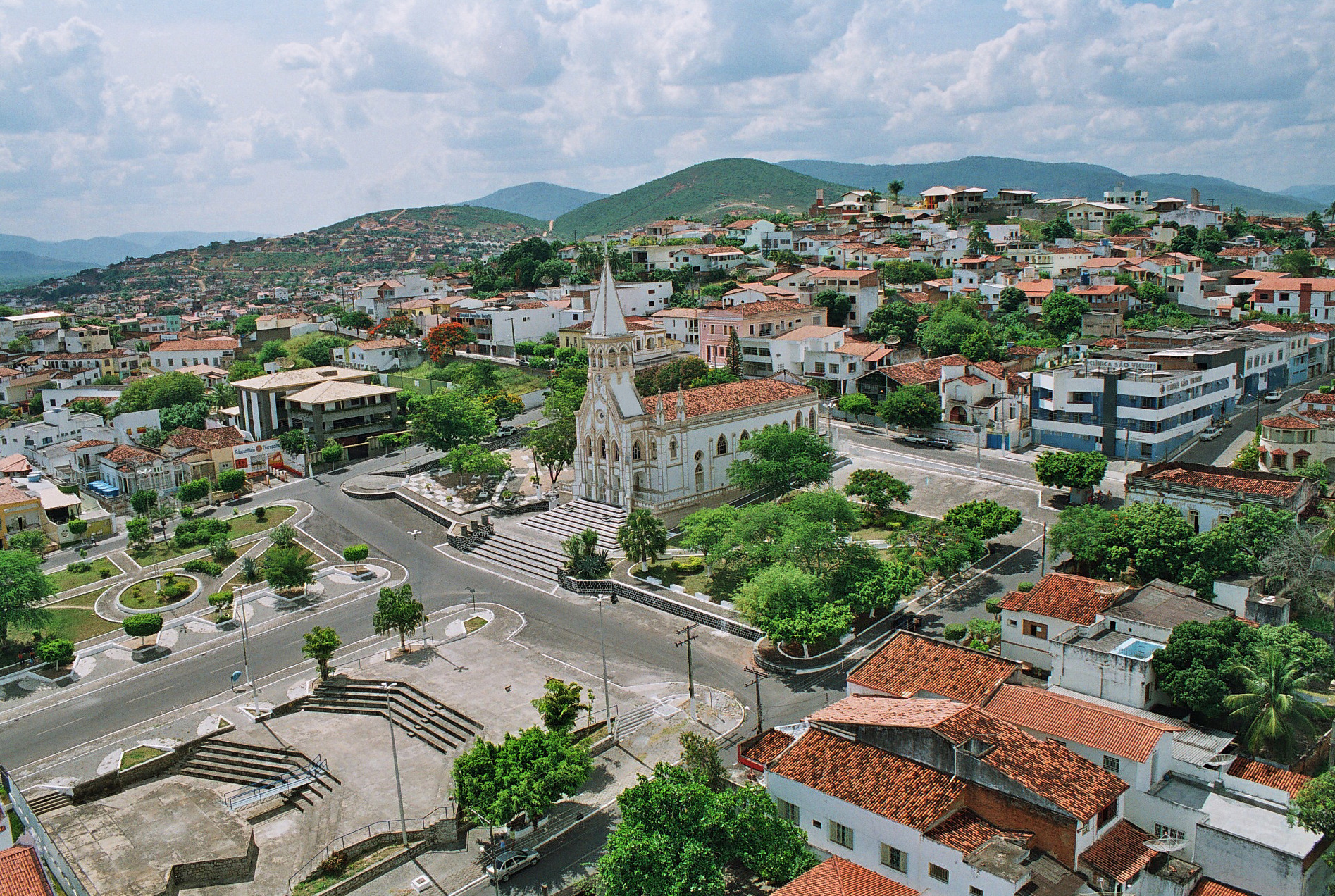
Vista do Alto da Catedral

Jequié tem 2.969,034 km²(IBGE), possuindo os seguintes distritos: Jequié (sede), Baixão, Barra Avenida, Boaçu, Florestal, Itaibó, Itajuru, Monte Branco e Oriente Novo.
Sua sede também está dividida em muitos bairros, entre eles estão Curral Novo, Jequiezinho, Mandacaru, Alto da Boa Vista, São Luiz, Campo do América, Joaquim Romão, Cidade Nova, Chácara Alvorada, Jardim Eldorado, Vila Rodoviária, Água Branca, Urbis I (Casas Populares), Urbis III e IV (Agarradinho), Pedras do Parque, Bairro km 3 e km 4, Bela Vista, Gustavo Ribeiro, São José, Pompílio Sampaio, São Judas Tadeu, Parque das Algarobas, Osvaldo Costa Brito, Mirassol, Tropical, Itaigara, Brasil Novo, Vovó Camila, Amaralina, Caranguejo (Prodecó), Zimbrunes, Baixa do Bonfim, Quilombo Urbano de Barro Preto, Sol Nascente, Cururu, Pau Ferro, Alto do Cemitério, Posto Manoel Antônio e Inocoop.

## Economia
A pecuária e a agricultura foram a base de todo desenvolvimento de Jequié. O município tem uma diversidade produtiva no que refere à agricultura, destacando-se o cacau, o café, a cana-de-açúcar, maracujá, melancia entre outros.
No setor pecuário sua força se concentra principalmente na bovinocultura e caprinocultura, sem desmerecer os galináceos, a equinocultura, a ovinocultura e suinocultura.
O setor mineral é contemplado com a exploração de jazidas de granito das variedades "Kashmir Bahia" e "Verde Bahia". Possui ainda reservas de ferro, mármore e calcário.
Outro fator importante na economia do município é o Poliduto de derivados de petróleo e álcool, da BAJEQ/Petrobrás, que proporcionou a implantação das bases de distribuição das maiores empresas do setor, tais como: Petrobrás, Esso, Shell, Petroserra e outras. Tendo Jequié à condição de principal centro de distribuição de derivados de petróleo indo até parte de Minas Gerais e Espírito Santo. A capacidade de armazenamento da base de distribuição é de 57.000 barris de álcool, 40.000 barris de gasolina, 154.000 barris de óleo diesel e 288.000 barris de GLP - gás de cozinha. Capacidade essa que já está quase que triplicada com a implantação da unidade de retribuição das principais distribuidoras de combustível do país.

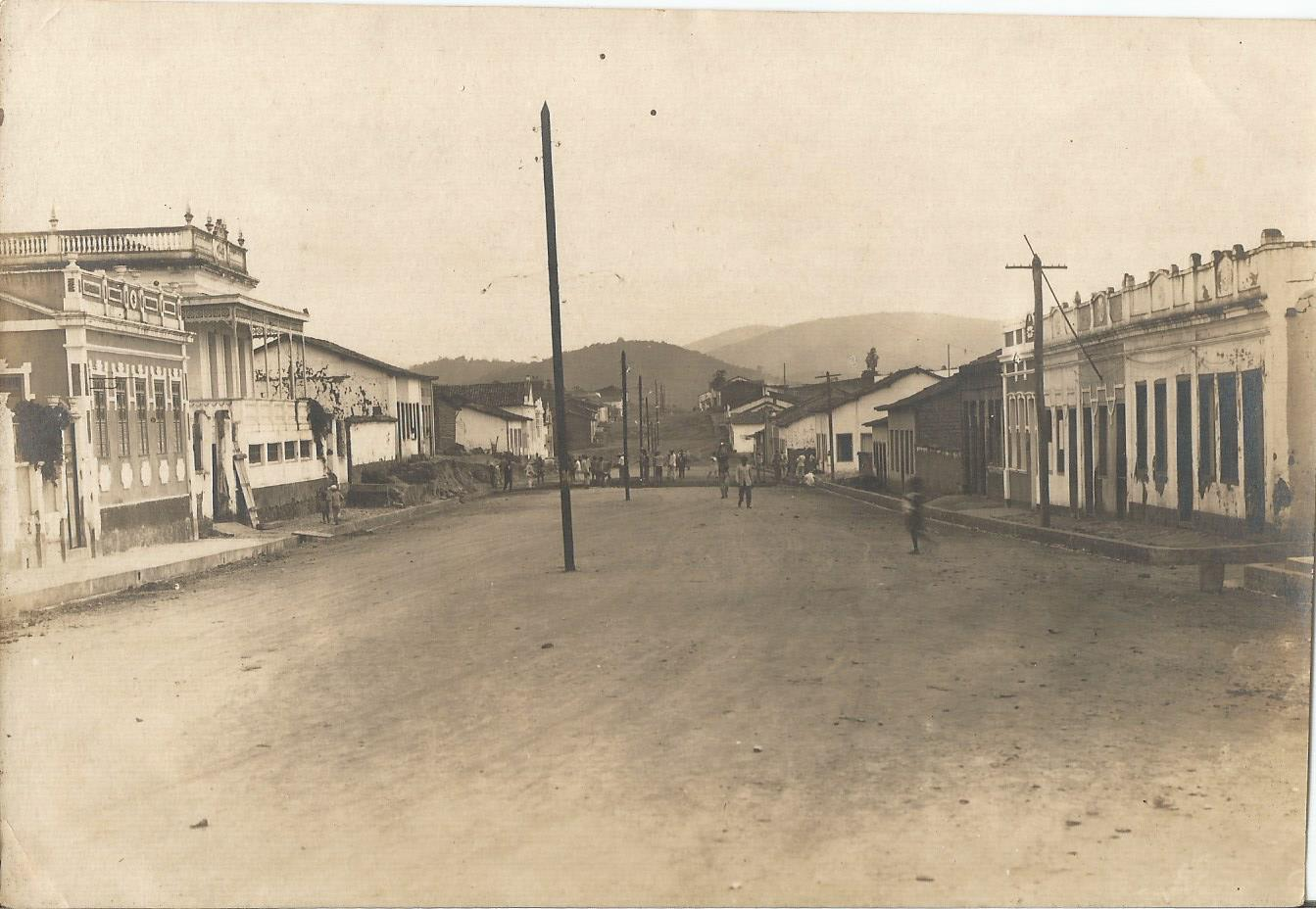
Vista da Avenida Rio Branco, ainda em terra de chão, em 1929.

O comércio da cidade é bem diversificado e absorve boa parte das pessoas empregadas. O município tem uma posição estratégica na microrregião e é responsável por parte de seu abastecimento. Jequié possui 302 empresas do setor industrial (micro, pequena, média e grandes empresas), 1.020 do setor de comércio, 1.230 do setor de prestação de serviços e sete agências bancárias: Banco do Brasil, (2) Caixa Econômica Federal, Bradesco, (2) Itaú e Banco do Nordeste, além de duas cooperativas de crédito que atuam como instituição financeira: Sicoob e Unicred. A cidade ainda conta com um Distrito Industrial formado por 37 empresas voltadas para produção de alimentos, calçados, confecções, madeira, plásticos, tanques, pias e sabões de velas, que emprega ao todo 7.276 funcionários (SUDIC, out/2016). Entre 2006 e 2008 foram injetados mais de dez milhões de reais no comércio de Jequié com a aquisição de materiais de construção para o maior projeto habitacional do Estado, com a construção de 604 casas populares.

## Monumentos

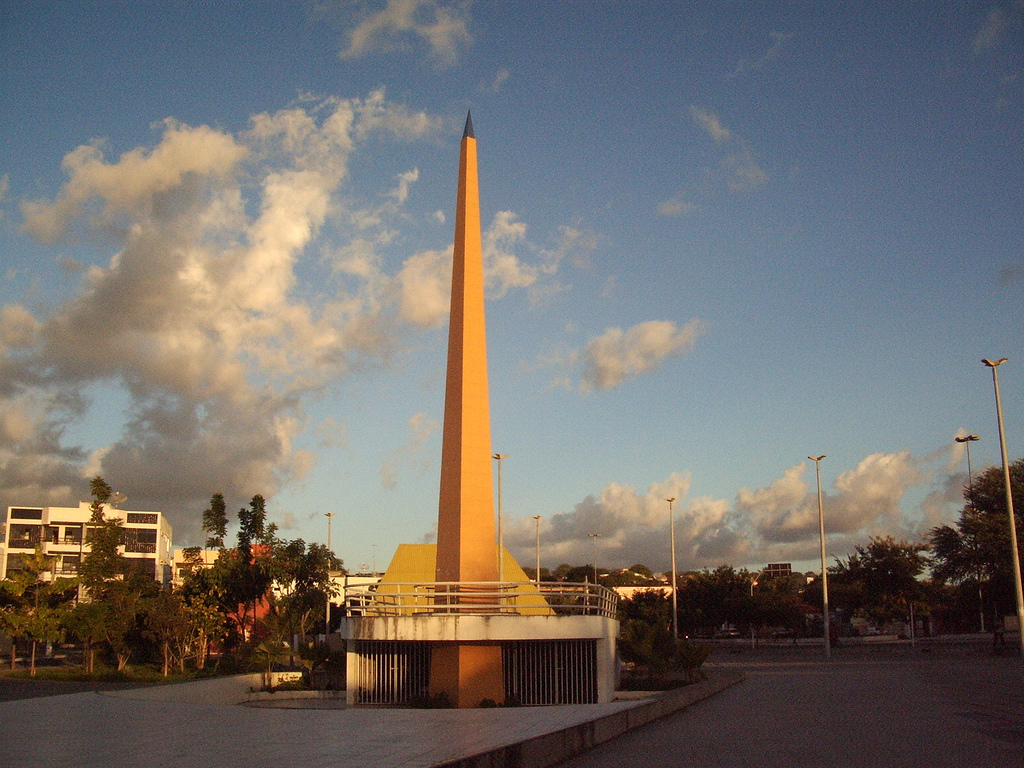
Obelisco de Jequié (hoje demolido) na Praça Ademar Nunes Vieira, conhecida popularmente como "Praça da Bíblia", bairro Jequiezinho.

A cidade tem vários monumentos, e o principal deles foi o Obelisco de Jequié, localizado na Praça Ademar Nunes Vieira, também conhecida por "Praça da Bíblia", bairro Jequiezinho.

## Meio ambiente
A  cidade de Jequié compreende os biomas Caatinga e Mata Atlântica, com uma zona de transição conhecida como Mata de Cipó, e é abastecida pela bacia do Rio de Contas. Apresenta riqueza de espécies tanto em flora quanto em fauna. O clima predominante é o semiárido.
| Dados climatológicos para Jequié | Dados climatológicos para Jequié | Dados climatológicos para Jequié | Dados climatológicos para Jequié | Dados climatológicos para Jequié | Dados climatológicos para Jequié | Dados climatológicos para Jequié | Dados climatológicos para Jequié | Dados climatológicos para Jequié | Dados climatológicos para Jequié | Dados climatológicos para Jequié | Dados climatológicos para Jequié | Dados climatológicos para Jequié | Dados climatológicos para Jequié |
| Mês                              | Jan                              | Fev                              | Mar                              | Abr                              | Mai                              | Jun                              | Jul                              | Ago                              | Set                              | Out                              | Nov                              | Dez                              | Ano                              |
| -------------------------------- | -------------------------------- | -------------------------------- | -------------------------------- | -------------------------------- | -------------------------------- | -------------------------------- | -------------------------------- | -------------------------------- | -------------------------------- | -------------------------------- | -------------------------------- | -------------------------------- | -------------------------------- |
| Temperatura máxima média (°C)    | 29                               | 30                               | 29                               | 28                               | 27                               | 24                               | 24                               | 24                               | 26                               | 28                               | 29                               | 30                               | 27,3                             |
| Temperatura mínima média (°C)    | 19                               | 19                               | 19                               | 19                               | 18                               | 17                               | 16                               | 16                               | 17                               | 18                               | 19                               | 19                               | 18                               |
| Precipitação (mm)                | 84                               | 72                               | 94                               | 57                               | 40                               | 40                               | 37                               | 30                               | 93                               | 42                               | 93                               | 107                              | 789                              |
| Fonte: Climatologia              |                                  |                                  |                                  |                                  |                                  |                                  |                                  |                                  |                                  |                                  |                                  |                                  |                                  |

### Principais ameaças ambientais
A agropecuária causa grande impacto ambiental na região pela substituição da vegetação nativa pelo plantio de pastagens para alimentação dos rebanhos.
A extração de madeira para construção civil e para produção de carvão, a poluição do Rio de Contas, bem como o tráfico de animais também são consideradas como ações de forte impacto ambiental regional, além da Ferrovia da Integração Oeste-Leste com uma extensão de 1.490 km (1.100 km na Bahia) tem sua implantação dividida em três trechos: 530 km – Ilhéus/Caetité passando por Jequié, 413 km Caetité/Barreiras e 547 km Barreiras/Figueirópolis (TO).

### Consequências

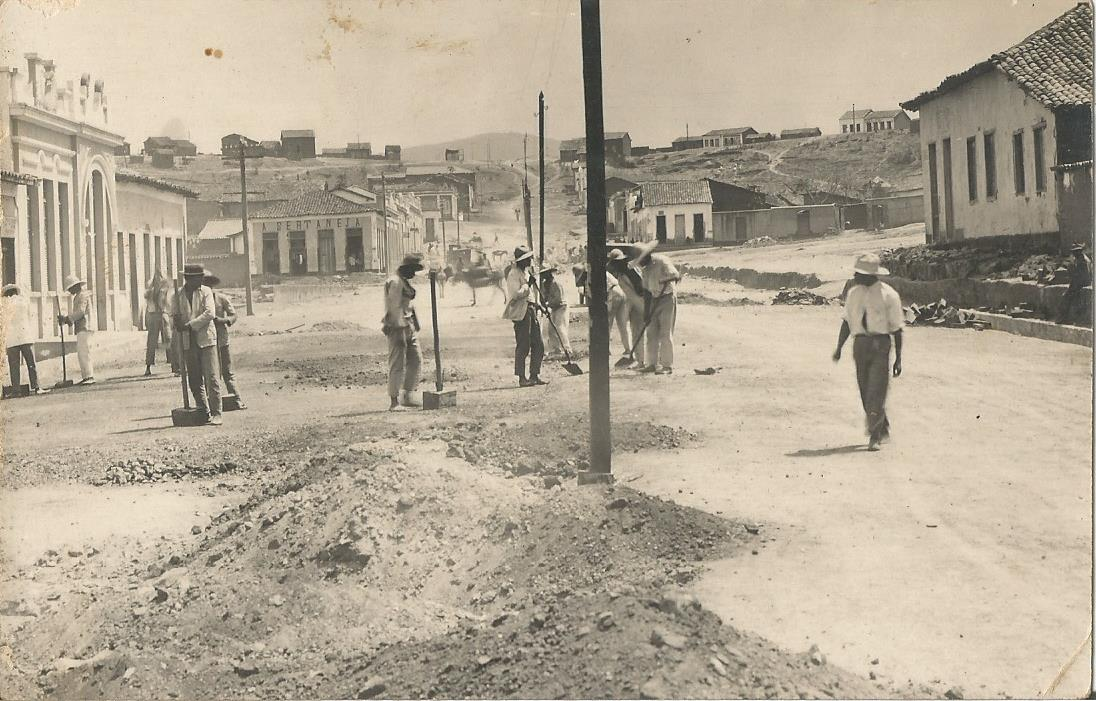
Obras na Avenida Rio Branco, em Jequié, ano de 1929, durante o governo de Geminiano Saback. Fotografia tirada em direção ao atual viaduto.

Ações provocadas pelo ser humano desencadeiam uma série de consequências drásticas para o ambiente, a fauna e flora que o compõem. Desmatamento ocasionado para implantação de pasto, extração de madeira, inserção de novas culturas, construção civil. Superexploração de recursos naturais gera esgotamento ou comprometimento da disponibilidade destes recursos. Queimadas alcançam ampla distribuição e propagação, o que a torna letal a vegetação e animais dos locais afetados. Poluição, descarte de esgotos domésticos e industriais nas águas, os resíduos dispensados tornam o ambiente alterado, inviável para permanência de determinadas espécies.
Quando o ambiente tem seu equilíbrio comprometido, seja a  nível de solo, ar, água, os seres que fazem parte desse ambiente enfrentam dificuldades para viver neste local. Os recursos alimentares tornam-se escassos, o que aumenta a competição entre a população desses indivíduos. O habitat natural dos animais pode ser perdido e consequentemente espécies poderão se ausentar.

### Mitigação dosImpactos Ambientais
Para se mitigar os impactos é necessário profundo conhecimento do meio ambiente, no entanto, a demanda de estudos específicos para a região de Jequié ainda é escassa e isso demonstra a importância de se conhecer melhor sua fauna e flora, para que sejam criadas iniciativas de preservação de sua biodiversidade.

### Biologia da Conservação
Uma ciência que visa a conservação da biodiversidade. Está relacionadas a questões que envolvem conscientização, preservação, recuperação de sistemas degradados. Estudos científicos são fundamentais para se obter conhecimento sobre espécies, seu comportamento, sua fisiologia. A partir de estudos concretizados a Biologia da Conservação poderá atuar de forma consistente.

### Alguns trabalhos sobre a biodiversidade local
A Universidade Estadual do Sudoeste da Bahia possui um programa de Pós Graduação em Genética Biodiversidade e Conservação, onde alguns estudos sobre a biodiversidade local são realizados.
| Taxon                         | Tipo de Trabalho | Ano  | Título |
| ----------------------------- | ---------------- | ---- | --- |
| Melipona mondury              | ecológico        | 2015 | ANÁLISE MELISSOPALINOLÓGICA E RECURSOS POLÍNICOS UTILIZADOS POR Melipona mondury Smith 1863 (Hymenoptera: Apidae) NA MATA ATLÂNTICA NO ESTADO DA BAHIA |
| THYSANOPTERA: PHLAEOTHRIPIDAE | ecológico        | 2015 | MORFOMETRIA GEOMÉTRICA APLICADA A ESTUDOS POPULACIONAIS EM DUAS ESPÉCIES DO GÊNERO GYNAIKOTHRIPS (THYSANOPTERA: PHLAEOTHRIPIDAE)                       |
| CHARACIFORMES: CHARACIDAE     | genética         | 2015 | DIVERSIDADE GENÉTICA E MORFOMÉTRICA DO GÊNERO Nematocharax (CHARACIFORMES: CHARACIDAE) EM BACIAS DO LESTE DO BRASIL                                    |
| Lignobrycon myersi            | genética         | 2014 | Análise genética da piaba-facão Lignobrycon myersi (Osteichthyes, Characiformes), espécie ameaçada do Estado da Bahia                                  |
| Mimosa tenuiflora             | genética         | 2014 | Diversidade e estrutura genética de Mimosa tenuiflora (Wild.) Poir.: Importante recurso florestal do semiárido brasileiro                              |

## Demografia
| Cor/Raça | Porcentagem |
| -------- | ----------- |
| Branca   | 26%         |
| Parda    | 60,3%       |
| Negra    | 12,5%       |
| Amarela  | 0,8%        |
| Indígena | 0,2%        |

Fonte: Censo 2010 - IBGE

### Crescimento da população jequieense
| Ano  | Nº de Habitantes | Fonte                                                              |
| ---- | ---------------- | ------------------------------------------------------------------ |
| 1910 | 11.731           | Capítulos da História de Jequié                                    |
| 1930 | 40.676           | Álbum Artístico, Commercial e Industrial do Estado da Bahia        |
| 1949 | 95.000           | Quatro Séculos de História da Bahia                                |
| 1970 | 83.895           | Cartilha Histórica da Bahia                                        |
| 1998 | 144.572          | Grande Enciclopédia Larousse Cultural 1995/Nova Cultural Ltda 1998 |
| 2009 | 150.541          | Almanaque Abril 2010                                               |
| 2010 | 151.895          | IBGE                                                               |
| 2013 | 161.391          | IBGE                                                               |

Percebe-se claramente que entre os anos de 1949 a 1970, a população de Jequié decresceu. O motivo foi a emancipação dos municípios de Aiquara, Itagi e Jitaúna.

### Imigrações

#### Imigração italiana em Jequié

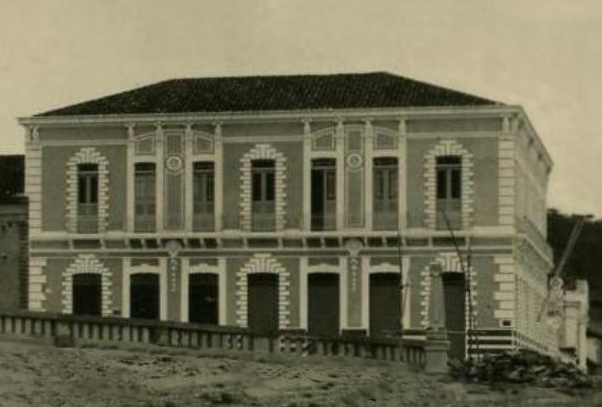
Edifício-sede da firma "Grillo Lamberti & Cia", já demolido, maior símbolo da imigração italiana em Jequié. Exibia fachada neorrenascentista.

Jequié é a cidade baiana que mais recebeu imigrantes italianos no estado da Bahia, embora a colônia tenha entrado em decadência a partir de meados do século XX. Diferente do que aconteceu com a colônia italiana de Itiruçu, por exemplo, que apesar da miscigenação com brasileiros de diversas etnias, houve uma certa conservação de costumes
Os italianos radicados em Jequié vieram principalmente de Trecchina (pronuncia-se Tréquina), na região da Basilicata. O pioneiro foi o já citado Giuseppe "José" Rotondano, que viu em Jequié um grande potencial econômico, na época arraial de passagem para tropeiros. Com o tempo vieram mais conterrâneos seus, que foram de significativa importância para o crescimento da cidade. Tanto, que na década de 1930 o italiano Vicente Grillo era um dos homens mais ricos da Bahia, e Jequié era a quarta cidade do estado em economia.
Italianos de destaque durante a primeira metade do século XX
- Giuseppe "José" Rotondano: pioneiro da colônia italiana em Jequié
- Vincenzo "Vicente" Grillo: capitalista, grande filantropo e benemérito
- Antonio Lomanto ("Tote Lomanto"): agricultor, fazendeiro e pai do ex-governador Lomanto Júnior
- Giovanni Battista Scaldaferri (o "Batista Scaldaferri"), que, com seus irmãos Antônio, Attilio e Ferdinando,[31] tiveram grande atuação na cidade com a empresa Batista Scaldaferri & Irmãos, bem como à frente do Vice-Consulado da Itália na Bahia, entre 1914 e 1930
- Padre Spínola: educador, fundou o "Gymnasio de Jequié" (CEMS)
- Ferdinando "Fernando" Biondi e Almerico Biondi: irmãos e donos da "Grande Padaria Bahiana", a maior em Jequié na época
- Michele "Miguel" Ferraro: dono do "Bar e Pastellaria Fascista", que fechou em 1942 por ordem do governo brasileiro, durante período da Segunda Guerra Mundial
- Gerardo "Geraldo" Orrico: empresário e sócio-fundador da "Geraldo Orrico & Cia", firma fundada em 1907
- Andrea "André" Leto: foi proprietário, ainda nos anos 1920, de um dos primeiros cinemas de Jequié, o "Ítalo-Brazil"

#### Outros imigrantes
Além dos italianos, Jequié acolheu imigrantes de outras nacionalidades, principalmente sírios, libaneses, judeus, árabes e espanhóis. A maioria foram atraídos pelo sucesso que a colônia italiana vinha obtendo na época. Embora em menor número, esses imigrantes também foram de grande importância para o crescimento da cidade, onde boa parte se dedicaram ao comércio. Entre os espanhóis destaca-se o engenheiro Apolinário Peleteiro, que ostentava grande prestígio durante a primeira metade do século XX. Dos judeus e sírio-libaneses, é possível mencionar as famílias: Cohim, Erdens, Fatel, Morbeck, Saback, Salomão, dentre outras.

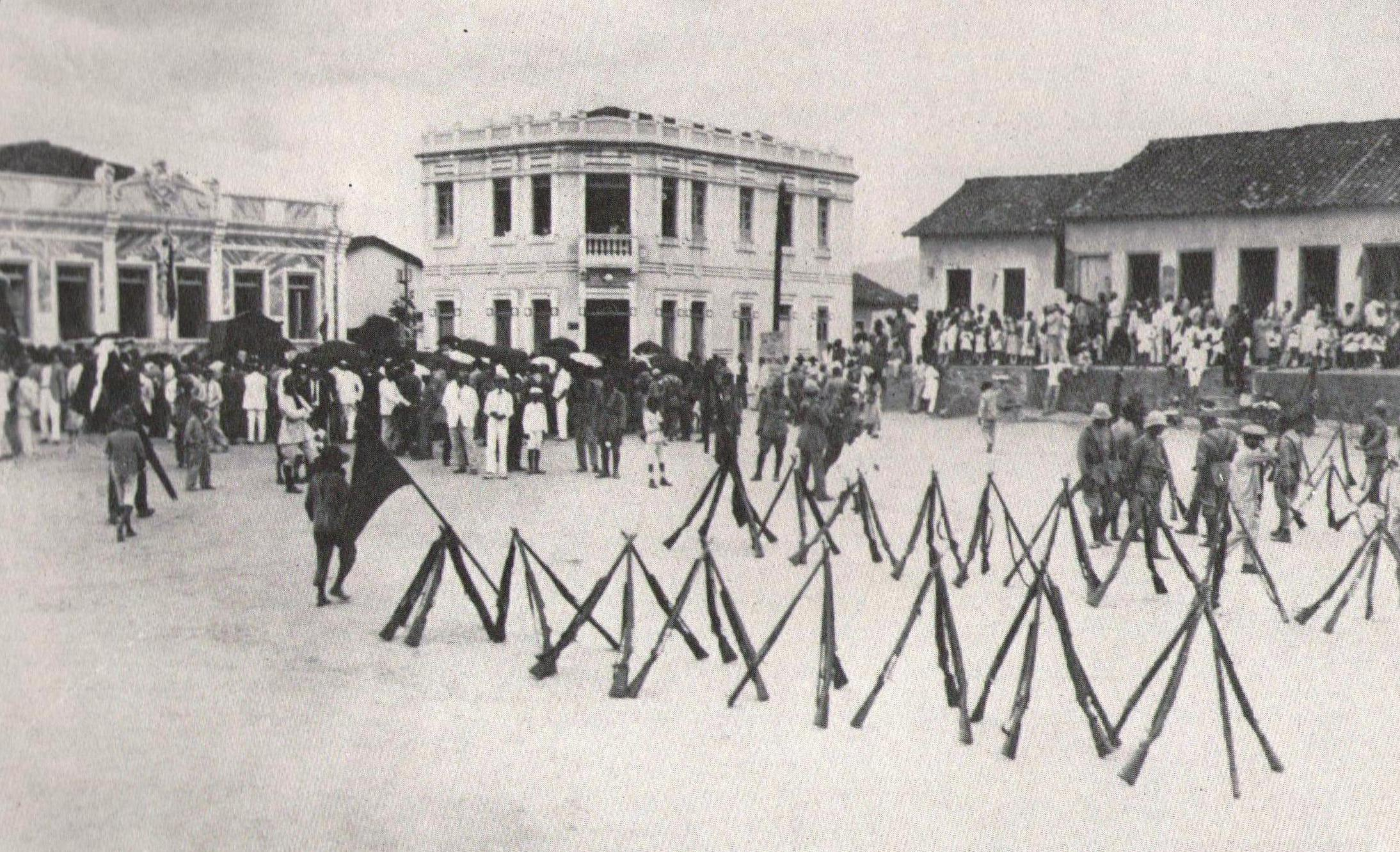
Tropas revolucionárias durante missa campal na Praça Ruy Barbosa, em 15 de novembro de 1930.

#### Aportuguesamento de prenomes e sobrenomes
Um fato muito interessante foi o "aportuguesamento" de prenomes e sobrenomes estrangeiros. Muitos imigrantes viam nessa prática uma forma de se "familiarizarem" com o país que os acolhia. A intenção do estrangeiro era ser aceito, com mais facilidade, pelas pessoas com quem passariam a conviver.
Com isso, quase todos os italianos de prenome Giuseppe tiveram a grafia modificada para José. É o caso do comerciante Giuseppe Rotondano que chegou em Jequié ainda no século XIX. Outro caso similar foi o do empresário Vincenzo Grillo, que teve o prenome modificado para Vicente. Já o também italiano Andrea Leto preferiu ser conhecido como André.
Os sobrenomes também foram modificados, por causa dos frequentes erros de escrivães em cartórios. A família Senhorinho, por exemplo, tem origem um tanto obscura, e talvez foi fruto desses erros de cartório. Provavelmente, a palavra é uma corruptela da italiana Signorino. Da mesma forma, os sobrenomes espanhóis Peletero e Sánchez, viraram Peleteiro (com i) e Sanches (com s e sem acento). Semelhantemente ocorreu com a família judaica Cohen, que teve a grafia modificada para Cohim.

## Infraestrutura

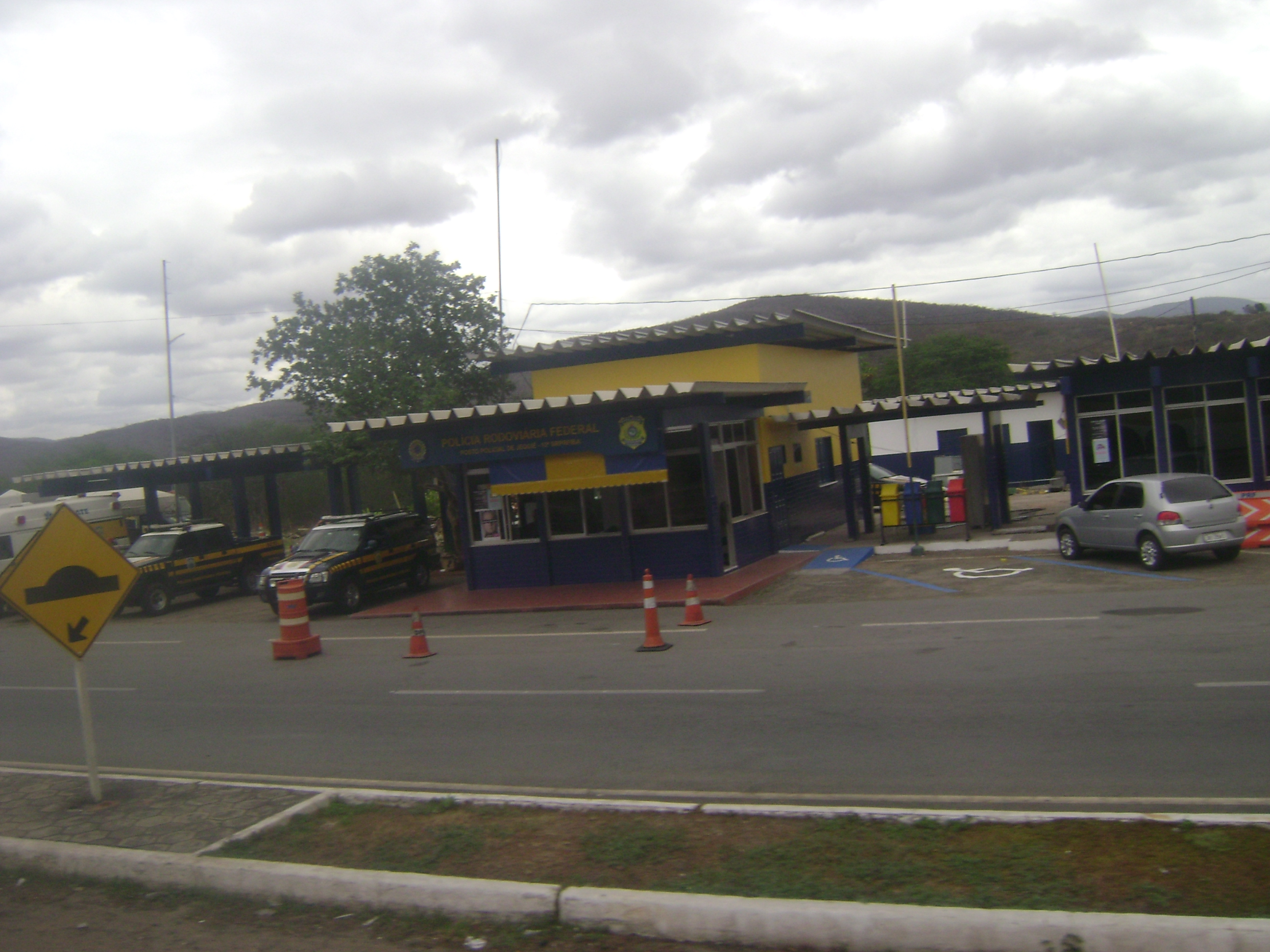
Posto da Polícia Rodoviária Federal em Jequié

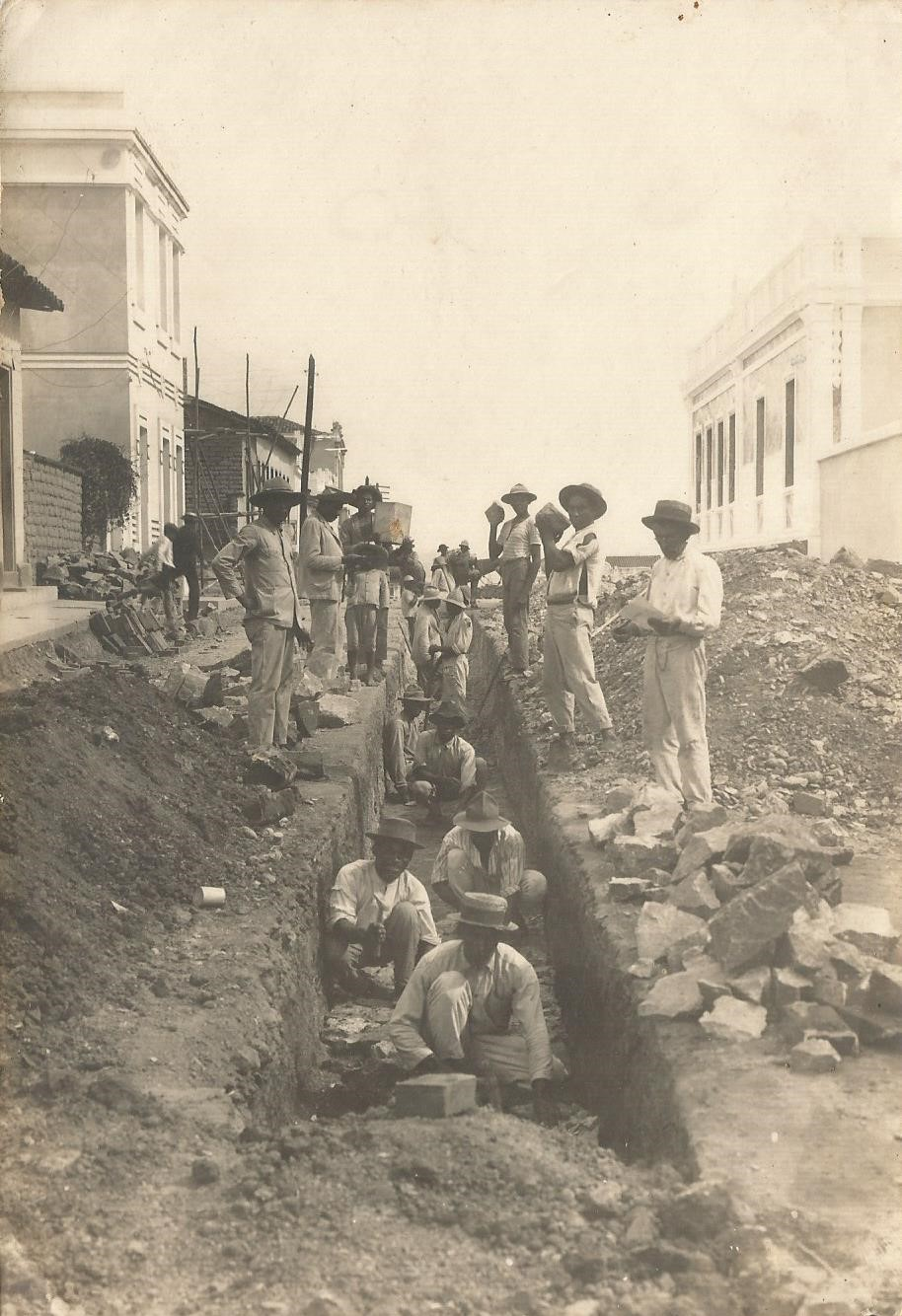
Trabalhadores colocando dutos de canalização, durante o governo de Geminiano Saback, na Rua Silva Jardim, ano de 1929.

### Saúde
Jequié conta com o Hospital Geral Prado Valadares, um hospital regional da rede Sistema Único de Saúde e referência para aproximadamente 30 municípios. Fundado em março de 1947, conta com 155 leitos e é campo de estágio para estudantes da área de saúde da Faculdade de Tecnologia e Ciências, Universidade Estadual do Sudoeste da Bahia e Escola Técnica de Enfermagem.
Possui ambulatórios de urologia, pediatria, ortopedia, ginecologia, psiquiatria e neurologia, onde realiza internamentos nas especialidades de pediatria, clínica médica, obstetrícia, cirurgia geral e psiquiatria, com cerca de 11 500 atendimentos ambulatoriais por mês. É o único hospital da cidade que presta atendimento a grandes emergências na região.
Trânsito
Jequié é cortada literalmente pelas rodovias federais BR-116 e BR-330. A primeira faz a ligação longitudinal norte-sul, com uma extensão municipal de 60 kms, além de ter na BR-330 a ligação entre a Chapada Diamantina e a Zona Cacaueira. Nas rodovias estaduais temos as BA-130, BA-547, BA-549, BA-555, BA-558 e BA-891.

## Cultura

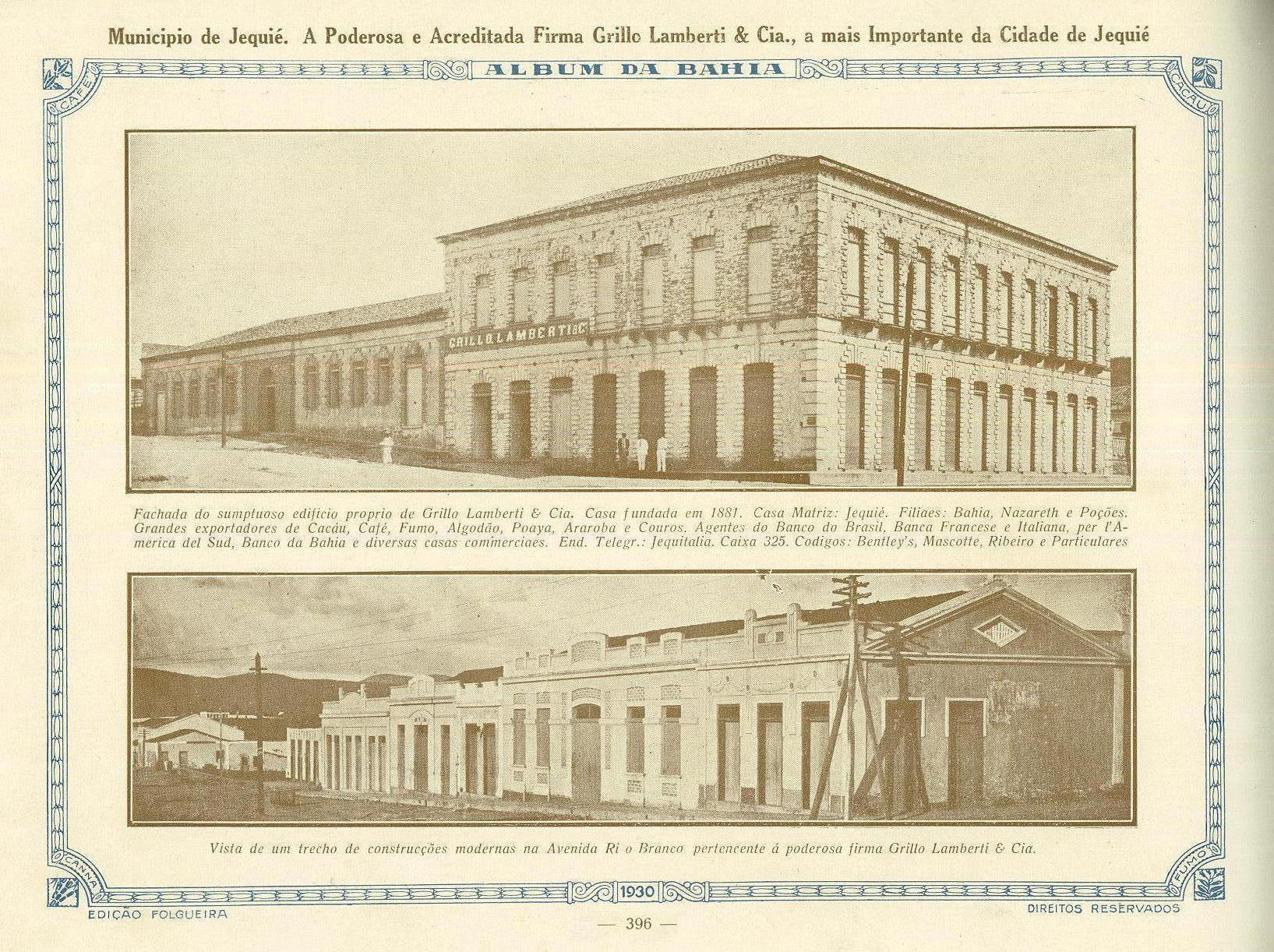
Jequié esteve no auge do seu crescimento econômico, na época em que havia colônia italiana. A miscigenação acabou com as tradições culturais italianas na cidade.

Criada através da Lei Municipal n.º 1.793, de 22 de dezembro de 2008 a SECUT - Secretaria Municipal de Cultura e Turismo dispõe em seu organograma uma Diretoria de Gestão Cultural, Programas e Projetos e outra Diretoria de Desenvolvimento do Turismo. Como órgão colegiado está o Conselho Municipal de Cultura.
O Município de Jequié, avança no setor cultural, com a publicação de editais públicos de incentivo à cultura local, dispondo ainda de um Fundo Municipal de Cultura, e da Lei nº1.450 de incentivo à cultura por meio de dedução fiscal.
A Secretaria da Cultura e Turismo, promove o São João do município de Jequié, tido entre os maiores eventos do calendário junino baiano, onde se apresentam grandes nomes da música brasileira, além de incentivar à apresentação dos folguedos tradicionais.
A Academia de Letras de Jequié foi fundada em 20 de junho de 1997 e reúne intelectuais da cidade.
Atualmente, a SECUT - Secretaria da Cultura e Turismo, conduzida interinamente por Irailton Santos de Jesus (bacharel em Ciências Contábeis), está responsável pela execução da política pública de cultura no âmbito municipal, com a colaboração das diretorias: Depto. Administrativo, Programas e Projetos Culturais, conduzida pelo mesmo secretário, Promoção Cultural, conduzido pelo empresário Ricardo Brito Ferreira e diretoria de Desenvolvimento do Turismo, conduzido pelo enfermeiro Saillon Santos Silva.

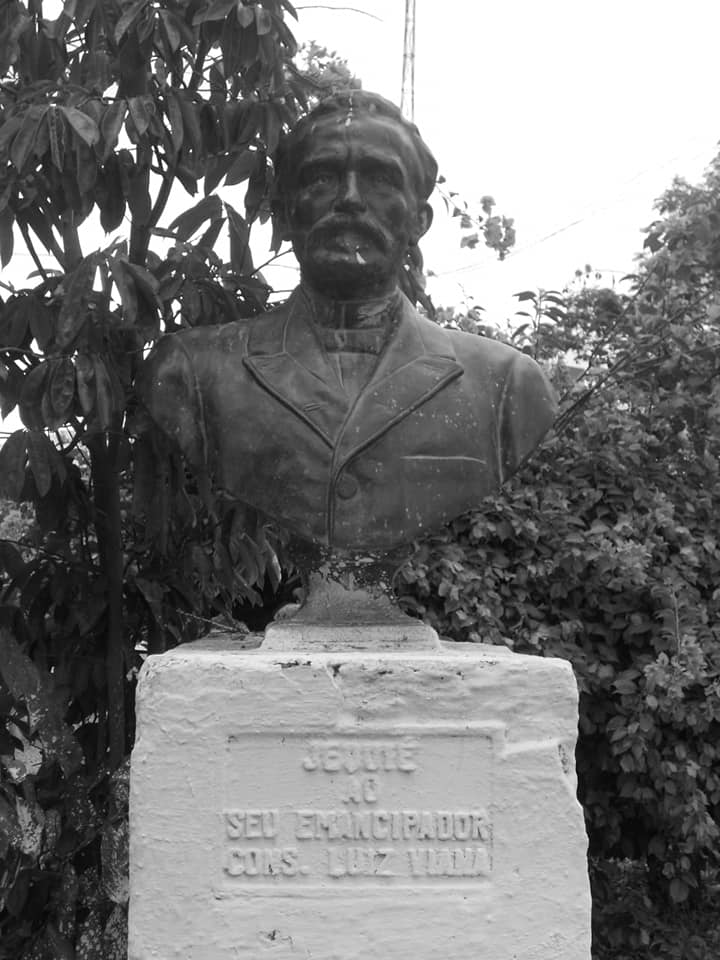
Monumento à Luís Viana, o emancipador de Jequié, que ficava na praça que leva o seu nome, e foi injustamente retirado.

A SECUT mantém uma grade fixa de projetos culturais, a serem realizados durante todo o ano, na Casa da Cultura Pacífico Ribeiro, além de outras atividades de dinamização e promoção da cultura no Teatro Municipal, Biblioteca Municipal e Museu Histórico.

## Esporte
Associação Desportiva Jequié é um time de futebol da cidade de Jequié Bahia. Foi fundado em 20 de novembro de 1969. Seu mascote é um bode. Seu uniforme é camisa amarela com listras azuis e brancas, calção azul e meias azuis. Seu estádio, Valdomiro Borges, o “Valdomirão”, tem capacidade para 10 mil pessoas, em 1994 o ADJ chegou ao 3º Lugar na 1ª Divisão do Campeonato Baiano. No ano de 2017 o ADJ foi campeão da 2ª divisão do campeonato bahiano, ganhando os dois jogos disputados na final (1x4 e 3x1) contra a equipe do cajazeiras. Foi uma verdadeira festa na cidade já que o time não tem grandes feitos no meio do esporte.
Jequié também tem tradição no futsal ou futebol de salão sempre formou boas equipes em disputas de torneios, campeonatos e outros, inclusive em nível de Brasil como o caso do Jequié Tênis Clube que disputou Taça Brasil de Futebol de Salão Masculino nos anos 1980, Colégio Piaget na 2ª Divisão da Taça Brasil de Futsal Masculino Sub-17 em 2010 e nos últimos anos vem sendo bem representado pelo Jequié Esporte Clube com o 3º Lugar na 1º Divisão da Taça Brasil de Futsal Feminino Sub 17 em 2013 e o 3º Lugar na Taça Nordeste Futsal Feminino em 2015, além inúmeros títulos baianos juvenis e boas campanhas.
Em Jequié também cresce muito o ciclismo, dentre as várias modalidades, a cidade conta com grandes nomes do MTB, XC, Speed e Downhill que representam o nome da cidade e do estado em competições na Bahia e Brasil. A vertente do ciclismo mais forte em Jequié é o Downhill. Foi uma das cidades pioneiras do Downhill na Bahia, através da Equipe No Rastro de propriedade dos pilotos Péricles Maia e Daniel Rodrigues. A sua primeira competição de de DH (Downhill) foi na Trilha da Vaca Louca (Fazenda Maravilha II) de propriedade da Família Borges. A cidade abriga os melhores pilotos de Downhill da Bahia, inclusive o primeiro Campeão Baiano de Downhill, Luciano Bastos, proprietário da loja Aro 10. O primeiro Campeonato Baiano de Downhill foi organizado pelos representantes da Federação Baiana de Ciclismo Péricles Maia e Wagner Figueiredo (Guiné), sendo a final do campeonato sediada em Jequié. Na sequência em 2011, Jequié faz mais um nome como Campeão Baiano de Downhill, o piloto Péricles Maia se consagra Campeão Baiano de Downhill 2011, Vice-Campeão Nordestino de Downhill e Vice-Campeão Baiano de Bicicross, sendo o único piloto que atualmente representa Jequié na modalidade.
No Cross Country (XC) nomes como Mazinho, "Perna", Au, Alexandre e outros tem se destacado no cenário Baiano. No Speed quem se destacava é o piloto Aristides Junior, mais conhecido como (Gú). Piloto ficou em 2011 entre os cinco melhore pilotos baianos.
Outras modalidades que crescem na cidade são, Dirt Jump e Street, que são modalidades mais extremas, onde saltos e manobras com a bicicleta são contados. A Equipe No Rastro é também a pioneira da modalidade na cidade, com eventos como o No Rastro Mega Urban, No Rastro Dirt Fight e o Mega Urban Bola de Neve.

## Religião
A maioria da população é cristã, sendo parte pertencente a Igreja Católica, e outra, de protestantes.
Catolicismo
O catolicismo chega em Jequié com os portugueses, e é fortalecido ainda mais depois da chegada dos imigrantes italianos no final do século XIX. O padroeiro da cidade, Santo Antônio, foi escolhido em um consenso entre essas duas presenças pioneiras, pois o santo nasceu em Portugal e teve uma participação muito importante na Itália. A primeira Igreja de Santo Antônio foi construída no final do século XIX, mas desabou com a terrível enchente do Rio das Contas no ano de 1914. Uma segunda foi concluída em fins da década de 1930, exibindo um estilo neogótico e sendo considerada até hoje uma das mais bonitas do interior da Bahia. O seu relógio veio da Itália e foi um presente do capitalista Vicente Grillo. A Diocese de Jequié é composta por quatro regiões pastorais, que por sua vez é divida em trinta paróquias. Das paróquias se destacam:
- Catedral de Santo Antônio de Pádua - Centro
- Paróquia Nossa Senhora do Perpétuo Socorro - Jequiezinho
- Paróquia Nossa Senhora das Graças - Joaquim Romão
- Convento dos Padres Passionistas - Jequiezinho
- Paróquia São José Operário - São José
- Paróquia Sagrado Coração de Jesus - Mandacaru
- Paróquia Cristo Rei- Loteamento Água Branca
- Paróquia São Judas Tadeu- São Judas Tadeu
- Paróquia Nossa Senhora Aparecida- Cidade Nova
- Paróquia Santíssimo Sacramento- Curral Novo
- Santuário da Imaculada Conceição- Centro
- Santuário São José da Sagrada Família- Alto da coelba
- Paróquia Divino- Agarradinho
- Comunidade Nossa Senhora de Fátima- Algaroba
- Comunidade São Lucas- Caixa d' Água
- Quase- Paróquia Senhor do Bonfim- Barro Preto
- Comunidade Santa Cruz- Jequiezinho

Protestantismo
Os protestantes chegam em Jequié na década de 1890 e são majoritariamente batistas. O primeiro templo protestante inaugurado na cidade foi o da Igreja Evangélica Batista, situada na rua das Pedrinhas, e posteriormente Primeira Igreja Batista, já na Rua Dom Pedro II, em 8 de dezembro de 1901. Nos anos 1950 a Assembleia de Deus ganha seus primeiros fiéis em Jequié, não demorando para obter uma enorme popularidade. A partir daí houve um crescimento cada vez maior das igrejas pentecostais e neopentecostais, que apareceram de início nas periferias e depois se espalharam por toda a cidade. As promessas de cura divina e os milagres, muitos deles comprovados até pela medicina humana[carece de fontes?], atraíram milhares de fiéis. Ultimamente essas vertentes do protestantismo, como a Deus é Amor, a Universal do Reino de Deus e a Mundial do Poder de Deus, vêm apresentando um grande e significativo crescimento. Dentre as igrejas protestantes, se destacam:
- Comunidade Evangélica Deus é Fiel - Joaquim Romão (Templo Sede)
- Comunidade Evangélica Deus é Fiel - Amaralina (2º Igreja)
- Comunidade Evangélica Deus é Fiel - Cidade Nova (3º Igreja)
- Comunidade Evangélica Deus é Fiel - Mandacarú (7º Igreja)
- Comunidade Evangélica Deus é Fiel - Jardim Tropical (5º Igreja)
- Comunidade Evangélica Shema - Joaquim Romão
- Primeira Igreja Batista de Jequié - Centro
- Igreja Batista Monte Horebe - Centro
- Igreja Batista do Jequiezinho
- Igreja Batista Sião - Campo do América e Loteamento Sol Nascente
- Igreja Batista Betânia - Joaquim Romão
- Igreja Adventista do Sétimo Dia - Centro
- Igreja Adventista do Sétimo Dia - Cansanção
- Igreja Adventista do Sétimo Dia - Joaquim Romão I
- Igreja Adventista do Sétimo Dia - Jequiezinho
- Igreja Adventista do Sétimo Dia - Jardim El Dorado
- Congregação Cristã no Brasil
- Igreja do Evangelho Quadrangular - Jequiezinho
- Igreja Presbiteriana Renovada - Joaquim Romão
- Igreja Presbiteriana do Brasil - Jequiezinho
- Igreja Metodista Wesleyana - Jequiezinho
- Igreja Universal
- Igreja Bola de Neve Jequié
- MEICIN - Ministério Evangélico Internacional Cidade Nova (Av. Gustavo Santos Ribeiro, 1399, Cidade Nova)
- Igreja Batista Independente Belém- Jequiezinho
- Igreja assembléia de Deus ( com 28 igrejas e congregações )
- Igreja Monte Síão - Jequiezinho (Sede)
- Igreja Monte Sião - Vila Aeroporto (2º Igreja)
- Igreja Monte Sião - Rua João Rosa (3º Igreja)
- Igreja Família de Deus

Mormonismo
Os primeiros missionários de a Igreja de Jesus Cristo dos Santos dos Últimos Dias chegaram em Jequié em Dezembro de 1990. Chegaram quatro missionários que se reuniram numa casa. Agora tem dois ramos da igreja, e se reúnem em Praça Otaviano Saback, 155, Centro.

### Maçonaria

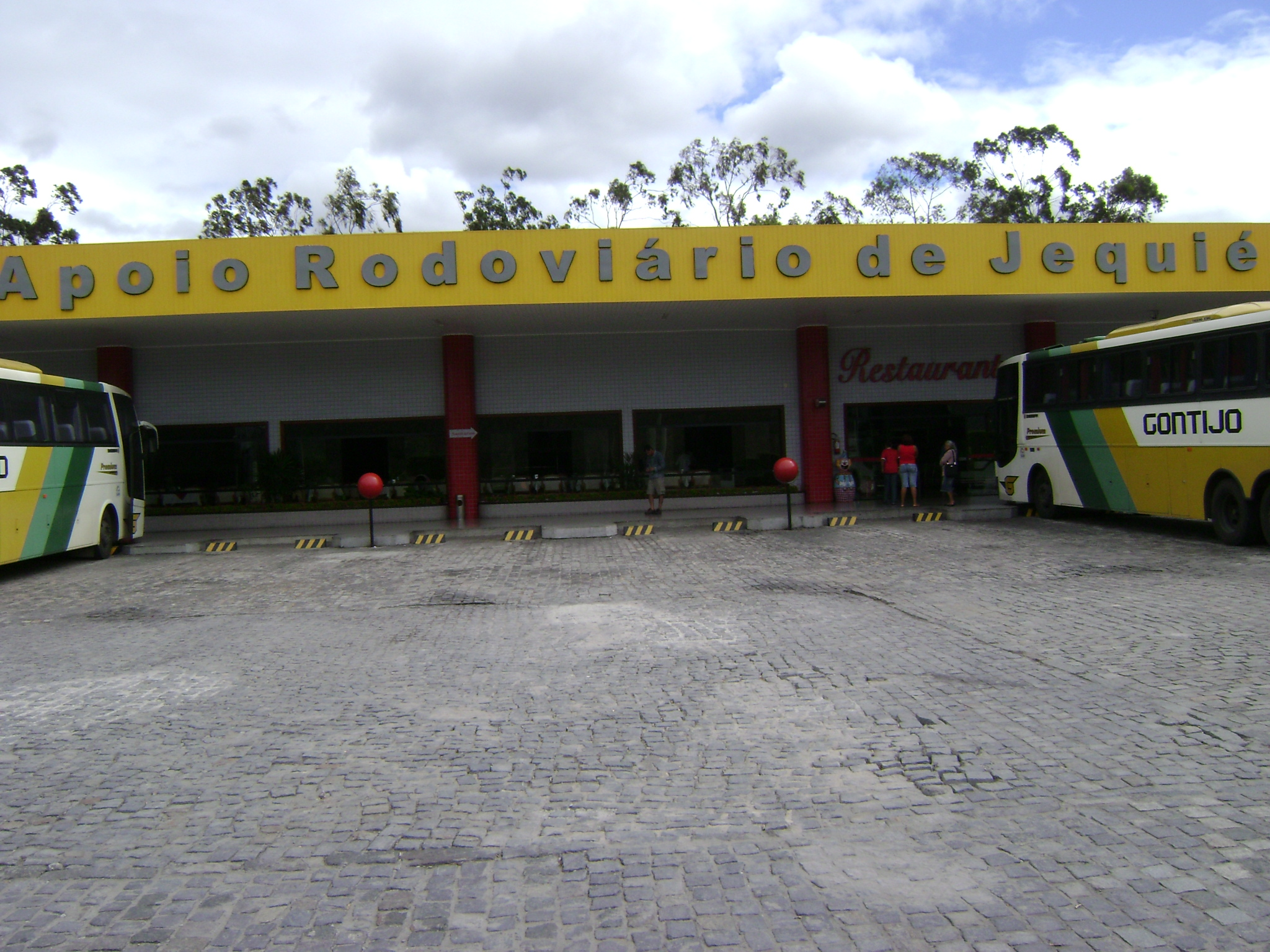
Apoio Rodoviário de Jequié.

A cidade possui quatro lojas maçônicas: "União Beneficente - GLEB", " Obreiros do Rio das Contas - GOB", "Areópago Jequieense - GLEB" e "Força e Luz - GOB". A última Loja Maçônica citada situa no bairro Amaralina, enquanto as outras se localizam no Centro. A "União Beneficente" foi a primeira loja em Jequié, fundada em 28 de janeiro de 1929, e ocupa o Edifício São João, construído em 1946. Todas as lojas possuem sede própria.

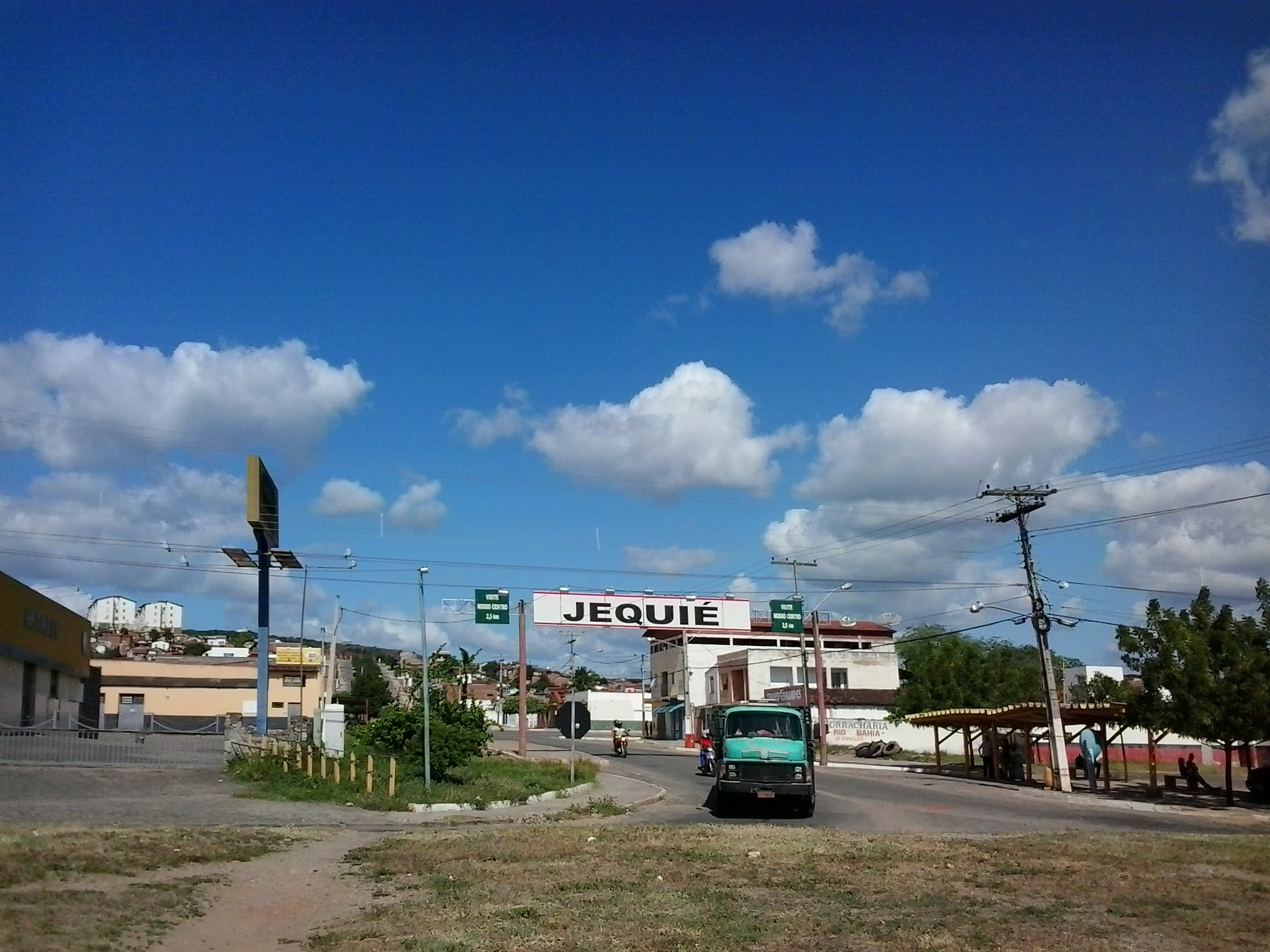
Cidade Nova, Jequié - BA

Jequié faz parte do 6º Distrito da Grande Loja Maçônica do Estado da Bahia e da 2ª Inspetoria Litúrgica do Estado da Bahia do Supremo Conselho do Grau 33 do R.'.E.'.A.'.A.'. para a República Federativa do Brasil. O delegado do G.'.M.'. e Sob.'. Gr.'. Inspetor Litúrgico é o Ir.'. Cid Carvalho Teixeira, 33.

## Segurança pública
Jequié é servida pela Polícia Civil, sediando a 9ª COORPIN (Coordenadoria de Polícia do Interior, que abrange 24 cidades da região). Também, conta com a 1ª DT (Primeira Delegacia Territorial), com a DRFR (Delegacia de Repressão a Furtos e Roubos) e a DEAM (Delegacia Especializada em Atendimento à Mulher), ainda pelo 19º Batalhão da Polícia Militar, pela PM/CIPE Central e também pelo 8º Grupamento de Bombeiros Militar. A cidade ainda conta com um conjunto penal com capacidade para 363 detentos, unidades da Polícia Rodoviária Federal e Polícia Rodoviária Estadual, além do Tiro de Guerra - 6ªRM TG 06-009.

### Violência
Jequié é o município mais violento do Brasil, segundo levantamento do anuário do Fórum Brasileiro de Segurança Pública, com base em dados de 2022 e levando em conta mortes violentas intencionais. O levantamento leva em consideração municípios com 100 mil habitantes ou mais. O município teve a mais alta taxa de assassinatos em 2022, com 88,8 homicídios para cada grupo de 100 mil pessoas; registrou 142 mortes violentas. O principal fator para Jequié ocupar a primeira posição é a disputa do tráfico de drogas. Santo Antônio de Jesus (2ª posição), Simões Filho (3ª posição) e Camaçari (4ª posição), que também são municípios da Bahia, vêm logo atrás na lista dos mais violentos.  O levantamento foi divulgado em 2023.

## Cidades-irmãs
- Trecchina, Itália - terra natal da maioria dos imigrantes italianos de Jequié; reconhecimento público desde 1963.

Jequié integra a Associação Internacional das Cidades Educadoras.

## Filhos ilustres

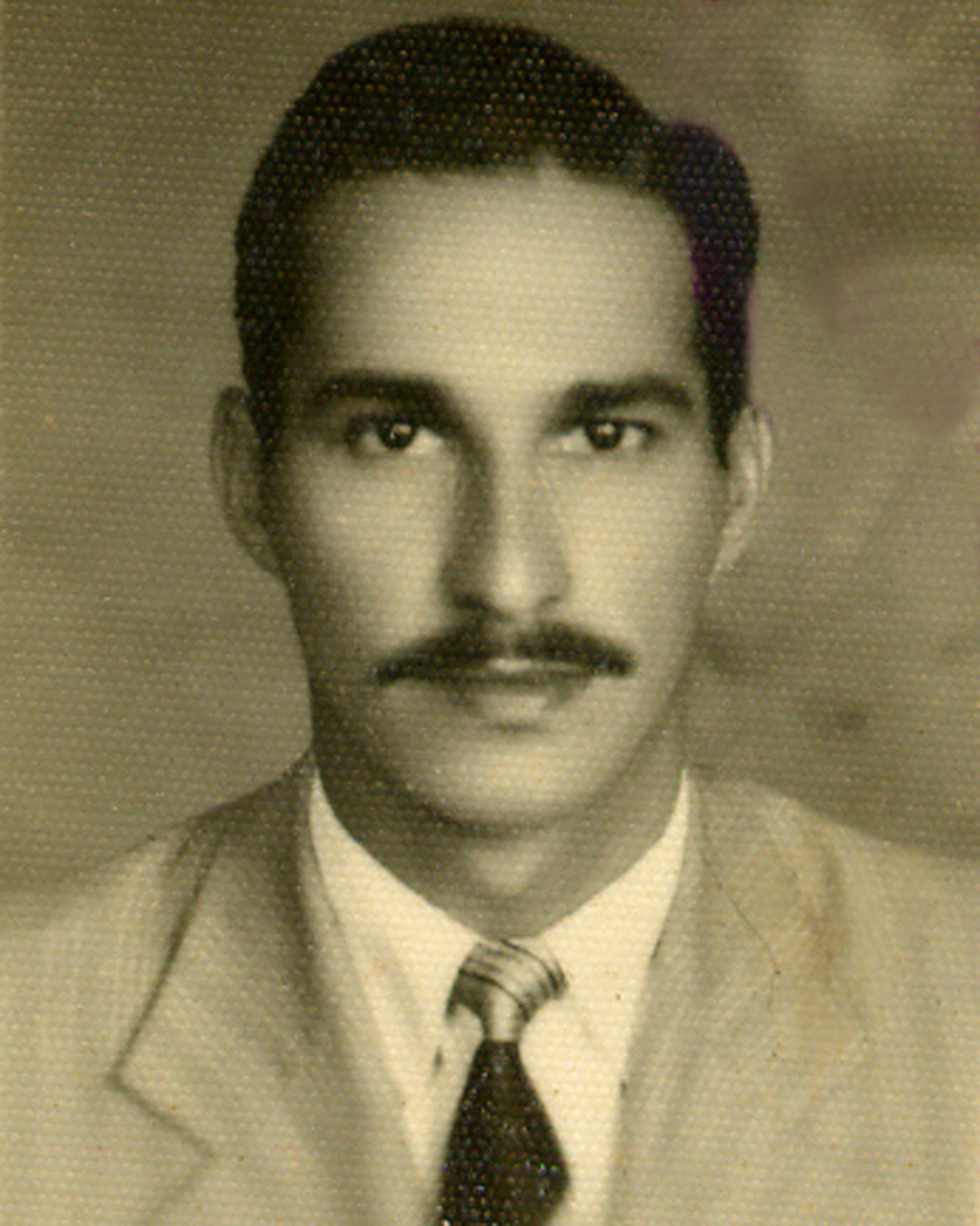
Djalma Gomes, maçom, rotariano e educador jequieense.

- César Borges, foi Deputado Estadual e Governador da Bahia, ambos duas vezes, Senador da República (2002-2010); Ministro dos Transportes Federal.
- Lomanto Júnior, político, foi prefeito de Jequié por três vezes, foi Senador da República e exerceu o cargo de governador da Bahia no período 1963-1967.
- Waly Salomão, escritor, poeta, compositor e músico.
- Roberto Britto, político, médico, foi prefeito de Jequié por duas vezes, é atualmente Deputado federal pela Bahia.
- Zéu Britto, cantor, compositor, apresentador e ator brasileiro.
- Val Baiano, jogador de futebol, jogou no Flamengo, Santos e Barueri.
- Leur Lomanto, político, foi Deputado federal, é filho do ex-governador da Bahia Lomanto Júnior.
- Antônio Tourinho Neto, bispo de Cruz das Almas
- Djalma Gomes, maçom, rotariano e educador jequieense.